# Расстояние
Расстоя́ние — степень (мера) удалённости объектов друг от друга. Расстояние в декартовых координатах евклидова пространства — простейший случай метрики.
Расстояние является фундаментальным понятием геометрии. Термин часто используется в других науках и дисциплинах: астрономия, география, геодезия, навигация и других. В различных дисциплинах как термин имеет различное определение, представленное ниже.

## Расстояние в математике

### Расстояние между точками
Метрическим пространством называется пара {\displaystyle (M,d)}, состоящая из множества {\displaystyle M} и функции {\displaystyle d\colon M\times M\to \mathbb {R} } из его декартова квадрата в множество вещественных чисел, если:
1. {\displaystyle d(x,y)=0\Leftrightarrow x=y} (аксиома тождества);
2. {\displaystyle d(x,y)\geqslant 0} (аксиома положительности);
3. {\displaystyle d(x,y)=d(y,x)} (аксиома симметричности);
4. {\displaystyle d(x,z)\leqslant d(x,y)+d(y,z)} (аксиома треугольника или неравенство треугольника).
Данные аксиомы называются аксиомами Фреше.

### Расстояние между фигурами
В геометрии расстояние между фигурами — минимально возможная длина отрезка между точкой, принадлежащей первой фигуре, и точкой, принадлежащей второй фигуре.

## Расстояние в технике
Расстояние между объектами — длина отрезка прямой, соединяющей два объекта. Расстояние в этом смысле является физической величиной с размерностью длины, значение расстояния выражается в единицах длины.

## Расстояние в физике
В физике расстояние меряется единицами длины, которые в большинстве систем измерений являются одной из основных единиц измерения. В международной системе единиц (СИ) за единицу длины принят метр. Расстоянием также называют длину пути, пройденного объектом. В этом случае производной расстояния (радиус-вектора) по времени является скорость.

## Другие использования
В проксемике понятие расстояния используют для описания личного пространства человека.